# Ruwen Filus
Ruwen Filus (Bückeburg, 14 februari 1988) is een Duits tafeltennisser, actief bij de club TTC RöhnSprudel Fulda Maberzell. Hij won in 2018 samen met het team zilver op de wereldkampioenschappen. Op de Europese kampioenschappen 2011 en 2017 won hij samen met het Duitse team goud.
Hij nam deel aan vier wereldkampioenschappen; in 2017 bereikte hij de ronde van de laatste 16 in het enkelspel. Op het World Cup 2011 haalde hij brons samen met zijn teamgenoten. Op de World Junior Circuit won Filus twee keer de zilveren medaille en een keer de gouden medaille. De Duitser nam deel aan zes Europese kampioenschappen en een World Cup. Van januari tot maart 2018 bezette hij plaats 18 in de wereldranglijst. Vanaf april 2018 staat hij op plaats 20.

## Belangrijkste overwinningen
- Winnaar World Junior Circuit enkelspel in 2006
- Winnaar Jeugd-Europees kampioenschappen enkelspel in 2003
- Winnaar Europees kampioenschappen team 2011 en 2017
- Winnaar Jeugd-Europees kampioenschappen team 2002, 2003, 2004 en 2006
- Tweede plaats wereldkampioenschappen team in 2018
- Derde plaats World Cup team in 2011
- Derde plaats Jeugd-Wereldkampioenschappen dubbelspel in 2006
- Derde plaats Czech Open enkelspel in 2013

## Clubs
- 2005-2006: TTS Borsum
- 2006-2009:  TTV Gönnern
- 2009-2010: TG Hanau
- 2010-2011: TTF Liebherr Ochsenhausen
- 2011-2012: TG Hanau
- 2012-2013: TTC Zugbrücke Grenzau
- sinds 2013: TTC RöhnSprudel Fulda Maberzell